# Tribunal de l'Inquisition (Goya)
Auto de fe de la Inquisición
Pour les articles homonymes, voir Inquisition (homonymie).
Tribunal de l'Inquisition (en espagnol : Tribunal de la Inquisición), également appelée Autodafé de l'Inquisition (en espagnol : Auto de fe de la Inquisición) est une huile sur bois réalisée par Francisco de Goya entre 1812 et 1819.
L'œuvre représente un autodafé, c'est-à-dire l'accusation pour délit à l'encontre de la religion catholique, réalisée par le tribunal de l'Inquisition espagnole à l'intérieur d'une église. Plusieurs accusés portant un chapeau pointu sont soumis à un procès en présence d'un public nombreux. L'œuvre a appartenu à Manuel García de la Prada (es) et est actuellement conservée à l'Académie royale des beaux-arts de San Fernando.

## Contexte de l'œuvre
Le tableau appartient à une série où figurent Corrida de toros, La Maison de fous et Procession des pénitents. Il s'agit d'un ensemble qui représente certains des plus terribles aspects de la réalité espagnole du début du XIXe siècle. Tous reflètent des mœurs que les Lumières et les idées libérales (auxquelles souscrivait Goya) cherchaient à réformer mais devaient faire face à l'opposition de la politique absolutiste de Ferdinand VII.
L'un des traits qui définissent cette série est la présence de la cruauté ; en effet, les accusés peuvent être condamnés au bûcher, comme semblent l'indiquer, symboliquement, les flammes peintes sur les corozas.

## Description du tableau
Tous les personnages du premier plan apparaissent individualisés, bien caractérisés par l'accomplissement de leur rôle, tandis que ceux du fond sont une masse anonyme encadrée dans une architecture gothique et une atmosphère claustrophobique.
En termes de composition, Goya divise l'œuvre en deux zones de lumières contrastées. D'un côté, on voit au premier plan l'un des accusés et les inquisiteurs ; dans la pénombre, au fond, la foule qui assiste à l'autodafé est estompée, ainsi présentée comme un tout informe.
Emilio La Parra López (es) et María Ángeles Casado décrivent ainsi le tableau :

« Goya présente la scène d'un autillo (es). Les condamnés à mort, ainsi identifiés par la couronne avec des flammes vers en haut qu'ils portent, écoutent la sentence, lue par un moine depuis une tribune ou une chaire. L'architecture de la salle évoque un bâtiment datant de siècles antérieurs, peut-être le siège d'un tribunal de l'Inquisition. Le grand espace est occupé par des religieux de différents ordres (on devine surtout les tenues des Franciscains et des Dominicains, et un grand groupe de personnes dont on ignore le sexe et la condition sociale, excepté un groupe de femmes parées d'une mantille et situées à un balcon. Au centre, un inquisiteur vêtu de noir, décoré d'une croix, désigne les condamnés sans les regarder, faisant comprendre son profond mépris à leur encontre. »